# Direction générale de la Coordination et du Suivi des objectifs de développement durable
 (mai 2023).
La direction générale de la Coordination et du Suivi des objectifs de développement durable en abrégé DGCS-ODD est une direction générale  du Ministère du Développement  et de la Coordination de l'action gouvernementale. Mr Anicet Camille SEVOH est l'actuel directeur général.

## Composition, attribution, organisation et fonctionnement
La composition, les attributions, l’organisation et le fonctionnement de la DGCS-ODD sont définis par l'arrêté 2022 n°017/MDC/DC/SGM/DGCS-ODD/SP-c/007SGG22 du 04 Mars 2022 portant création, organisation et fonctionnement des organes de la Direction Générale de la Coordination et du Suivi des Objectifs de Développement Durable.
À sa tête se trouve Mr Anicet Camille SEVOH qui est l'actuel directeur général. Il a pris service le 28 mars 2024 après avoir été nommé en Conseil des Ministres du 27 mars 2024. Il est assisté par Mme Gloria Peace Dèkouhoué GUIDIGBI épse BALOGOU au poste de directrice adjointe,,,.

### Mission
La mission de la DGCS-ODD consiste à donner une impulsion, à coordonner et à surveiller la réalisation de l'Agenda 2030 au Bénin, y compris ses Objectifs de Développement Durable, ainsi que les conventions et accords qui contribuent à sa mise en œuvre,,.

### Attributions
La DGCS-ODD est responsable des actions suivantes liées aux objectifs,,,,,, :
- Assurer l'alignement des politiques publiques, des programmes et des projets de développement sur les priorités des objectifs de développement durable (ODD).
- Promouvoir la synergie d'action entre les ministères sectoriels pour soutenir les ODD.

- Coordonner les politiques liées aux ODD aux niveaux national, infranational et local.
- Veiller à la cohérence des politiques et actions en faveur des ODD.
- Garantir la qualité des mesures et des interventions en faveur des programmes de développement durable dans les programmes d'actions prioritaires, les documents de programmation pluriannuelle de dépenses, les plans de travail annuels des ministères sectoriels et le plan de développement communal (PDC).
- Renforcer les capacités des acteurs pour intégrer les ODD.
- Évaluer les progrès réalisés dans la mise en œuvre des priorités des ODD.

En outre, la DGCS-ODD doit :
- Mettre en place des outils numériques au niveau sectoriel et central pour le suivi et l'évaluation de la mise en œuvre des ODD.
- Rapporter l'exécution des interventions, mesures et politiques en faveur des programmes de développement durable.
- Renforcer les capacités institutionnelles et techniques du cadre national de suivi et d'évaluation des ODD.
- Élaborer des rapports de progrès sur la mise en œuvre des programmes de développement durable ainsi que des contributions nationales volontaires.
- Élaborer des documents analytiques sur l'impact des politiques publiques sur les ODD.
- Établir et animer un cadre d'évaluation des risques et d'adaptabilité des programmes de développement durable.
- Développer, mettre à jour et gérer les connaissances et les innovations en matière de développement durable.
- Élaborer et mettre en œuvre un plan d'information, d'éducation et de communication sur les ODD.
- Établir et animer des réseaux de partenariat autour des ODD.
- Définir et mettre en œuvre un cycle de planification et de plaidoyer en faveur des ODD.
- Centraliser, exploiter, diffuser et classer la documentation relative aux programmes de développement, ainsi que toutes les conventions et accords liés à leur mise en œuvre.

## Organisation et fonctionnement
La DGCS-ODD est placée sous l'autorité d'un Directeur Général assisté d'un adjoint pour le suppléé en cas d'absence ou d'empêchement
Elle comprend:

### Secrétariat de Direction
Il est chargé de: 
- Formater, enregistrer, conserver et distribuer les courriers entrants et sortants.
- Recevoir, centraliser et expédier les courriers ordinaires des Directions Techniques.
- Saisir tous les documents confiés par le Directeur Général.
- Accueillir les usagers et les visiteurs de la Direction Générale.
- Recevoir et gérer les appels téléphoniques.
- Programmer et rappeler les réunions et rendez-vous du Directeur Général.
- Élaborer, en collaboration avec les Directions Techniques, le budget de fonctionnement de la Direction Générale et en assurer l'exécution.
- Gérer le crédit de fonctionnement alloué à la Direction Générale.
- Traiter les divers avantages financiers et matériels pour le personnel de la Direction Générale.
- Effectuer toutes les autres tâches administratives confiées par le Directeur Général.

### Direction de la Coordination des Politiques des Objectifs de Développement Durable (DCP-ODD)
La mission de la DCP-ODD comprend les tâches suivantes,:
- Assurer que les politiques publiques, les programmes et les projets de développement soient alignés sur les objectifs prioritaires des ODD;
- Encourager la collaboration et la coordination entre les ministères sectoriels pour promouvoir des actions en faveur des ODD;
- Coordonner les politiques relatives aux ODD à différents niveaux, que ce soit au niveau national, infranational ou local.
- Garantir la cohérence entre les politiques et les actions en faveur des ODD;
- Assurer la qualité des mesures et des interventions en faveur des programmes de développement durable dans les programmes d'actions prioritaires, les documents de programmation pluriannuelle de dépenses, les plans de travail annuels des ministères sectoriels et le plan de développement communal (PDC);
- Renforcer les capacités des acteurs pour intégrer les ODD de manière efficace.

Elle comprend deux (02) services: 
- le Service d'appui à l'intégration des Objectifs de Développement Durable dans les Politiques Nationales et Sectorielles (SIPNS);
- le Service d'appui à l'intégration des Objectifs de Développement Durable dans les Documents de planification au niveau Local (SIDPL).

### Direction du Suivi et de l’Évaluation des Objectifs de Développement Durable
Elle est chargée de:
- Établir des outils numériques au niveau sectoriel et central pour surveiller et évaluer la mise en œuvre des ODD;
- Rapporter sur l'exécution des interventions, mesures et politiques en faveur des programmes de développement durable;
- Renforcer les capacités institutionnelles et techniques du système national de suivi-évaluation des ODD;
- Préparer les rapports de progrès sur la mise en œuvre des programmes de développement durable, ainsi que les contributions nationales volontaires;
- Évaluer les avancées réalisées dans la mise en œuvre des objectifs prioritaires des ODD;
- Établir et animer un cadre d'évaluation des risques et d'adaptabilité des programmes de développement durable.

Elle comprend deux (02) services:
- le Service de la Statistique et du Suivi des Objectifs de Développement Durable (SSS-ODD);
- le Service de l'Evaluation des Objectifs de Développement Durable (SE-ODD).

### Direction des Études et du Plaidoyer sur les Objectifs du Développement Durable (DEP-ODD)
La DEP-ODD est chargée de:
- Élaborer des documents analytiques sur l'impact des politiques publiques sur les ODD;
- Développer, actualiser et gérer les connaissances et les innovations en matière de développement durable;
- Élaborer et mettre en œuvre un plan d'information, d'éducation et de communication sur les ODD;
- Établir et faciliter des réseaux de partenariat axés sur les ODD;
- Définir et mettre en œuvre un cycle de planification et de plaidoyer en faveur des ODD;
- Centraliser, exploiter, diffuser et classer la documentation relative aux programmes de développement, ainsi que toutes les conventions et accords liés à leur mise en œuvre.

Elle comprend deux (02) services:
- le Service des Études (SE);
- le Service du Plaidoyer et de l'Innovation (SPl).

## Siège
La DGCS-ODD est à Cotonou, plus précisément à l'Espace Dina, Boulevard St Michel.

## Site web
- « oddbenin.gouv.bj/; »(Archive.org • Wikiwix • Archive.is • Google • Que faire ?)
- « Directions  // MDC », sur gouv.bj via Internet Archive (consulté le 31 décembre 2023)